# Хайнрих фон Рехберг-Шварценберг
Хайнрих фон Рехберг-Шварценберг (на немски: Heinrich von Rechberg, Herr zu Schwarzenberg; * ок. 1410; † 21 януари 1501/21 март 1503) от благородническия швабски род Рехберг, е от 1460 г. господар на Шварценберг, 1473 г. пфлегер на Вайсенщайн (в Лаутерщайн).

## Произход
Той е най-големият син на Йохан (Ханс) фон Рехберг-Гамертинген, ерцхерцогски съветник († 13 ноември 1474), и първата му съпруга графиня Вероника/Верена фон Валдбург († ок. 1443), вдовица на Йохан III 'Млади' фон Цимерн († 21 януари 1430), дъщеря на граф Йохан II фон Валдбург († 1424) и фрайин Урсула фон Абенсберг († 1422). Внук е на Хайнрих фон Рехберг († 1437) и Агнес фон Хелфенщайн († сл. 1416).
Баща му се жени втори път 1446 г. за Елизабет фон Верденберг-Зарганс († 1469) и е убит по време на крадлив поход на 13 ноември 1474 г. във Филинген.
От 1401 до 1806 г. територията на господството Вайсенщайн (при Гьопинген) принадлежи на господарите фон Рехберг. Днешният дворец Вайсенщайн в Лаутерщайн е от 1548 до 1971 г. собственост на фамилията фон Рехберг.
Родът е издигнат през 1577 г. на фрайхерен, а от 1607 г. на графове.

## Фамилия
Хайнрих фон Рехберг се жени пр. 3 декември 1459 г. за Аделхайд фон Шварценберг, дъщеря на Ханс Вернер фон Шварценберг († 26 април 1459) и Беатрикс фон Геролдсек († 31 юли 1458), дъщеря на Валтер VIII фон Геролдсек († сл. 1432) и Елизабет фон Лихтенберг († сл. 1427). Те имат три деца:
- Беатрикс († 19 февруари 1522), омъжена I. пр. 17 август 1478 г. за Рудолф Кюхлин († 1487/97), II. пр. 16 юли 1498 г. за Волф фон Хюрнхайм-Хохалтинген († сл. 29 юли 1530)
- Амалия († сл. 1515), затцбюргерин фон Фрайбург 1512, омъжена I. за Йохан фон Ратзамхаузен († сл. 1479), II. за Еразмус Шневлин цум Вигер († пр. 5 ноември 1512)
- Мартин фон Рехберг-Шварценберг († 14 май 1534), женен пр. 22 ноември 1511 г. за графиня Агата д'Арко († 1523), вдовица на граф Георг I фон Тюбинген-Лихтенек († 1507), дъщеря на граф Андрея д’Арко († 1509) и Барбара Мартиненго († 1493)